# Syzygium nanum
Syzygium nanum är en myrtenväxtart som beskrevs av J.W.Dawson. Syzygium nanum ingår i släktet Syzygium och familjen myrtenväxter. Inga underarter finns listade i Catalogue of Life.